# LAUGHIN' NOSE
LAUGHIN' NOSE（ラフィン・ノーズ）は日本のパンク・ロックバンド。

## メンバー
- CHARMY：チャーミー（小山 祐 Koyama Yu：1961年6月21日） - ボーカル。宮城県気仙沼市出身。
- PON：ポン（岡村 英明 Okamura Hideaki：1962年9月13日） - ベース。一時脱退しているが、結成まもなくから参加し続けている。ex.「NASHI」、「COBRA」、「COW COW」。大阪府八尾市出身。
- toru-wolf - ドラムス。2023年加入。ex.「ギターウルフ」。
- Seiji：セイジ（清野 セイジ Kiyono Seiji） - ギター。サポートメンバー。

### 過去のメンバー
ギター
- アカベー（1981-1982） - ex.「PISS」
- SUZI（1982-1983）
- DREAMY-MANGO（1983-1984） - ex.「MOHAWKS」
- NAOKI（1984-1989） - 現「SA」、ex.「COBRA」、「DOG FIGHT」
- AKIO（1995） - ex.「THE BELL'S」、「GIANT ORANGE OPUS」、「VANILLA」、「WOOHOO」
- KASUGA（1998-2008） - 現「MOSQUITO SPIRAL」、 ex.「DISSARAY」、「THE IDIOT IDOLATERS」、「THE POGO」、「THE RYDERS」
- BELLEY（1989-1991, 1995-1998, 2008-2013） - ex.「FREEDOM」、「WAR PAINTED CITY INDIAN」、「BATTLE MANIA」、「THE RYDERS」
- LINA（2013-2022） ex.「COBRA」2013年からサポートで参加、2018年に正式加入

ベース
- サトコ（1981-1982）
- YO-RAN（1982-1983） - 現活動名「YOJI」
- WANG-TANG（1989-1991） - 現「THE BELIEVE」。再結成時にドラムスとして再加入。 ex.「MOHAWKS」、「BAWS」、「NICKEY & THE WARRIORS」（当時の活動名はJACK）、「雷矢」

ドラムス
- GOCCHAN（1981-1984）
- MARU（1985-1990） - 現「D.O.T」。ex.「あぶらだこ」、「Lip Cream」
- WANG-TANG（1995-1997）
- KENJI（1997-2001）
- YOSSY（2001-2006） - 現「JESSY」、ex.「JET BOYS」
- KYOYA（2006-2013） -ex.「THE WILLARD」、「VICKY」、「CANDY ON BOOGIE MOBILE」、「MOSQUITO SPIRAL」
- KI-YAN（2013-2018） - サポートで参加。ex.「COBRA」
- ちーちゃん（2018-2022） ex.「ロリータ18号」

## 概要・来歴
日本に確たるハードコアパンクシーンが形成される以前から、その中心的バンドとして活動していた。最初期の読みはラフィーノーズ。メジャーデビュー前である1980年代前半から、THE WILLARD、有頂天と並び、「インディーズ御三家」といわれる程の人気を博した。この「インディーズ御三家」という名称こそが、現在日本語として「インディーズ」という単語が浸透するきっかけとなっている。バンド名の名付け親は初代ギタリストのアカベー。自分達でレーベル（レコード会社）「AAレコード」を設立し、音源を発売していた。また、インディーズシーンで活躍する他のバンドの音源のリリースも積極的に行った。
インディーズでの人気を得た後、1980年代にはメジャー・デビューし活動。当時の「バンドブーム」の先駆けとなる。1991年に一旦解散するが、1995年から（バンドの意思により）再びインディーズシーンでの活動を再開。現在も精力的な活動を続けている。

### 来歴
1981年12月、大阪で結成。
1983年12月、自らのレーベルであるAA RECORDSより、1st.シングル『GET THE GLORY』をリリース。
1984年11月、1st.アルバム『PUSSY FOR SALE』をリリース。
1985年4月28日、新宿スタジオアルタ前にて自分たちの作品が収められたソノシート「聖者が街にやってくる」を無料配布する告知をしたところ、ファンおよそ1300人（報道発表）が集まり、現地の交通が混乱したため配布中止。混乱を収めるためにチャーミーが街頭に登って説得した。この件は全国ニュースでも取り上げられた。また、メジャー・デビュー1か月前の10月26日、日比谷野外音楽堂でのライブで4000人を超えるファンを動員した。同年11月21日、バップよりアルバム『LAUGHIN' NOSE』、シングル『BROKEN GENERATION』でメジャーデビュー。
1986年10月にシングル『LAUGHIN' ROLL』、12月にアルバム『LAUGHIN' ROLL』をリリース。
順調な活動を続けていた最中の1987年4月19日に 日比谷野外音楽堂でのライブ中、ステージに詰め掛けたファンが将棋倒しになり、3人の死者を出す事故が発生。バンドは責任を取る形で謹慎（当時アール・エフ・ラジオ日本でレギュラー出演していた「LAUGHIN' NOSEのDo it!」も事故直後の放送回で打ち切り）。しかし多くのファンの後押しにより活動を再開する。
1988年1月、バップから東芝EMI（現在のEMIミュージック・ジャパン）にレコード会社を移籍、シングル『警告-warning-』、3月にアルバム『MEAT MARKET』をリリース。
1989年5月、PON（Ba.）とNAOKI（Gu.）が脱退を表明し、8月にMZA有明で脱退ライブを2日間開催。その3日後のイベント（金沢）から新メンバーにBELLEY（Gu.）が加入。追って10月のイベント（高知）からWANG-TANG（Ba.）が加入。12月、都内近郊ライブハウス（新宿、千葉、横浜）で「襲名披露ライブ」を開催。
1990年2月19日、ニューアルバム『ALBUM SIXTEEN』発売3日前に「16歳のファン限定」イベント「SIXTEEN'S PARTY」を原宿RUIDOで開催。
その後はBELLEYの逮捕、MARU（Dr.）の脱退等もあったが、サポートメンバーにHIROKI（Dr.）を加え全国ツアー「TOUR PUNK IT UP」（10月8日〜12月11日）を展開するなど活動。
1991年、ニューアルバム『PUNK IT UP』発売後の「POWER AND GLORY INTERNATIONAL TOUR '91」（4月10日〜7月23日）中、5月4日愛知県で開催されたイベントで解散を発表。TBS番組「ナリキーバンド講座」の出演回のエンディングでもそのことが告知された。8月20日のイベント（秋田）に出演後バンドは解散。東京でのラストライブは7月11日の東京メルパルクホールであった。
1995年、CHARMYとPONが意気投合し、約3年半ぶりに活動を再開。1月8日、旧新宿ロフト（西新宿）で再始動ライブ（メンバーはCHARMY、AKIO、PON、WANG-TANG）を行い同時に自主レーベル「Letsrock・AAレコード」も復活させる。同年7月、AKIO（Gu.）がVANILLAのメジャーデビューに伴い脱退、約4年ぶりにBELLEYが復帰加入。
1997年、WANG-TANG（Dr.）が脱退し、KENJIが加入（KENJIは2001年まで在籍し、後任にYOSSYが加入）。
1998年、BELLEY（Gu.）が脱退し、THE RYDERSに加入。トレードの形となり、THE RYDERSで活動していたKASUGAが加入。
2004年10月30日 17年ぶりに日比谷野外音楽堂でライブを行う。1987年事故当時のメンバー（NAOKI、MARU）もゲストとして参加した。
2006年、YOSSY（Dr.）が脱退。1980年代にTHE WILLARDのドラマーとしても活躍していたKYOYAがサポートメンバーで参加し、その後正式に加入。
2007年9月24日 日比谷野外音楽堂のライブ『ラフィン祭り』ではメジャー時代に在籍したメンバー（NAOKI、MARU、BELLEY、WANG-TANG）がゲストとして参加。第2部では約17年ぶりに、SIXTEEN期メンバー（CHARMY、BELLEY、WANG-TANG、MARU）が揃い演奏。この日のラストナンバー「GET THE GLORY」は当時のメンバー（CHARMY、KASUGA、PON、KYOYA）がゲスト4人と共に演奏（公式ホームページで視聴可能）。
2008年4月、KASUGA（Gu.）が脱退。翌5月、THE RYDERS脱退後フリーで活動していたBELLEYが約10年ぶりに復帰加入。
2011年1月、EDWINとのコラボ企画で「LONDON SLIM ラフィンモデル」を限定復刻発売。また、翌2012年にも「DENIM JACKET ラフィンモデル」を発売。
2011年4月、同3月11日に発生した東北地方太平洋沖地震・東日本大震災に際し、2007年9月24日の日比谷野音でのライブを撮影した映像をチャリティーDVDとして発売し、5月に義援金として売り上げの全額を寄付。
2011年12月2日、WOWOWプライム-ノンフィクションWにて、結成30周年を迎え初の公式ドキュメンタリーフィルム『ラフィンノーズという生き方』が放送（後日数回にわたり再放送）（公式ホームページで視聴可能）。
2013年5月、全国ツアー終了後にKYOYA（Dr.）が脱退。
2013年12月、同年内の活動をもってBELLEY（Gu.）が脱退。
2018年12月、KYOYA脱退後からサポートメンバーであったKI-YANがヘルプを終了。ちーちゃん（Dr.）が加入。また同じくサポートメンバーであったLINA(Gu.)が正式に加入。
2021年10月13日発売の気仙沼東日本大震災10年復興記念事業CD（3枚組）『KESENNUMA SONGS〜復興の音魂〜10Years History』に畠山美由紀、熊谷育美、岡本優子、尾形和優、黒沢光義らと共に参加。
2022年12月、同年内の活動をもってLINA（Gu.）、ちーちゃん（Dr.）が脱退。

### レーベル変遷
- AA RECORDS：結成-1985年
- VAP：1985年-1987年
- 東芝EMI：1988年-1991年
- Letsrock：1995年-

## ディスコグラフィー

### シングル/EP
1. GET THE GLORY（1983年12月） - 6曲収録
2. GET THE GLORY（1985年1月29日）（c/w I CAN'T TRUST A WOMAN）新録
3. BROKEN GENERATION（1985年11月21日）（c/w MISTAKE NIGHT）
4. LAUGHIN' ROLL（1986年10月21日）（c/w BRIGHT'N'SHADOW）
5. 警告-warning-（1988年1月25日）（c/w WONDERFUL TV）
6. SIXTEEN（1990年1月24日）（c/w NO MORE HEROES）
7. ブットバセep（2000年11月15日） - アナログのみ。4曲収録
8. FALLIN' FALLIN' INTO YOUR HEART（2012年5月15日） - アナログのみ。1stアルバムからのシングルカット（リマスタリング）1曲のみ収録
9. 4 songs Maxi CD （2020年4月20日）-4曲収録
10. HALLELUJAH（2021年10月22日）-4曲収録 ジャケットはメジャー時代のミニアルバムSOSのオマージュ

### アルバム

#### オリジナル・アルバム
1. PUSSY FOR SALE（1984年11月10日）
2. NEVER TRUST WOMEN（1985年8月） - ミニアルバム
3. LAUGHIN' NOSE（1985年11月21日）
4. SOS（1986年4月10日） - ミニアルバム
5. LAUGHIN' ROLL（1986年12月1日）
6. MEAT MARKET（1988年3月5日）
7. ALBUM SIXTEEN（1990年2月21日）
8. PUNK IT UP（1991年4月12日）
9. LAUGHIN' CUNTS UP YOUR NOSE（1995年2月13日） - セルフカバー
10. IF YOU DON'T MIND PLEASE LAUGH（1995年12月1日）
11. A SAIN REVOLUTION（1996年12月1日）
12. GO FOR IT（1998年12月25日）
13. ブットバセ（2001年4月20日）
14. LAUGHIN' ROLL（2001年11月30日） - 新録
15. COME COME COME（2002年12月25日） - ミニアルバム
16. GET SET GOAL（2004年5月17日）
17. AM A LIVE（2006年6月26日）
18. REGENERATION（2009年1月25日）
19. 明日を狙え（2011年8月24日）
20. SIX PAXX（2013年3月13日）- ミニアルバム
21. G.P.R 〜GRAND PUNK RAILROAD〜（2013年11月13日）
22. 50's ROLL（2017年6月28日）
23. NEGATIVE Ⅰ NEGATIVE Ⅱ （2019年4月8日）

#### ライブ・アルバム
1. LIVE BLACK BOX（1988年12月4日）
2. LAUGHIN'S NOT DEAD（1989年10月18日） - 新曲「SWEET EMOTION」,「 NO MORE HEROES」収録。ギターは新加入のBELLEYだが、ベースはCHARMYが担当している。
3. LIVE BLACK BOX 2 （2020年4月20日）

#### ベスト / コンプリート / VAアルバム
1. GREATEST HITS 1988-1991（1991年9月20日） - 東芝EMI期のベスト 発売中止となったミニ・アルバム「BRAIN CONTROL」（全4曲）収録
2. GREATEST HITS 1985-1987（1991年10月21日） - VAP期のベスト
3. INDIE OMNIBUS '81〜'85 （1991年12月15日）
4. TWIN BEST （1996年4月10日）
5. LAUGHIN' COMPLETE AA TRACKS（2002年7月28日） - メジャー以前AA期のコンプリート盤
6. LAUGHIN' VA TRACKS（2004年1月25日） - 再結成以降VAに収録された曲のベスト
7. LAUGHIN' COMPLETE VAP TRACKS（2005年7月21日） - バップ期のコンプリート盤
8. LAUGHIN' COMPLETE EMI TRACKS（2007年10月27日） - 東芝EMI期のコンプリート盤・※「LAUGHIN'S NOT DEAD」は未収録

### 映像作品
1. 聖者が街にやってくる（1986年7月21日）- 「TOP TO RUNNING "SOS" TOUR（1986年）」他、PV収録
2. VISIO（1988年9月10日）- 「BRAIN CONTROL TOUR（1988年）」収録
3. LAUGHIN'S NOT DEAD（1989年12月6日）- 1989年8月9日、MZA有明でのライブを収録
4. ブットバセTOUR（2001年11月15日）- 「ブットバセTOUR（2001年）」6月22日、ファイナル 渋谷ON AIR EASTを収録
5. COME COME COME TOUR（2003年10月31日）- 「COME COME COME TOUR（2003年）」5月31日、ファイナル 渋谷CLUB QUATTROを収録
6. AM A LIVE TOUR（2006年12月9日）- 「AM A LIVE TOUR（2006年）」8月13日、ファイナル 日比谷野音をメインに収録
7. LIVE '09 AFTERMATH（2010年1月13日）- 「LIVE '09 ワンマンツアー（2009年）」9月13日、心斎橋KING COBRA、9月27日、ファイナル 下北沢GARDENを収録
8. ワチュロウパーティ!!（2012年11月1日）- 「ワチュロウ・パーティ TOUR（2012年）」6月22日、ファイナル 新宿LOFT他、新曲収録
9. 50's Roll（2018年4月） - 「50's Roll TOUR  (2017年)」12月13日、ファイナル  大阪KING COBRA他、新曲収録
10. NEGATIVE（2019年 11月27日） - 「NEGATIVE TOUR (2019年)」6月23日、ファイナル 渋谷 CLUB QUATTRO

### 無料配布
1. WHEN THE L'N GO MARCHIN'INN（1985年4月28日） - ソノシート 新宿アルタ前で配布予定が、新宿ロフトにて配布
2. TAKE YOUR SITUATION（1985年10月26日） - ピクチャーソノシート 日比谷野音にて配布
3. I CAN'T TRUST A WOMAN / PUSSY FOR SALE（1986年10月25日） - ソノシート 日比谷野音（2DAYS）にて配布
4. 戦争反対 / PARADISE（1986年10月26日） - ソノシート 日比谷野音（2DAYS）にて配布
5. ハリケーン / GOOD FEEL 他全5曲（2016年12月） - デモCD 「ワチュロウ・パーティ!! 2016」（全国5箇所）にて配布

## VA関連（ALL）
1. OUTSIDER（1983年2月） - A BOMB WILL NEVER DIE / NO WAR
2. GREAT PUNK HITS（1983年12月） - GET THE GLORY / PERDITION
3. ハードコア不法集会（1984年8月） - I CAN'T TRUST A WOMAN / SCENE DEATH
4. THE PUNX（1985年3月） - 戦争反対 / HELL HOME
5. BE PUNX（1985年9月） - GET THE GLORY / PARADISE / I CAN'T TRUST A WOMAN
6. ROCK TRENDY（1988年8月28日） - GYPSY
7. VOS! 24号（1989年12月） - SWEET EMOTION / NO MORE HEROES / SIXTEEN
8. ROCK FILE THE BEAT COMPLEX 6（1990年） - ROCK'N'ROLL WAR
9. THE ULTIMATE FAST BEAT（1995年9月17日） - CRUNKY DAUGHNUT / THIRTY
10. VORTEX SPLIT（1995年10月） - FRUSTRATION / DANCE I (REALLY) / FRUSTRATION Pt.2
11. ど根性ヒッツ Vol.3（1996年3月25日） - BROKEN GENERATION / LAUGHIN'ROLL
12. FUNK CRIB（1997年12月16日） - PUNK ALWAYS
13. 80's ALIVE JAPAN Vol.3 〜東芝EMI編〜（1998年12月2日） - 警告 -WARNING-
14. HANG OUT SESSIONS（1999年5月26日） - GO FOR IT
15. LONDON NITE 2（1999年11月25日） - GO FOR IT
16. FACTORY CD 弐（2000年2月19日） - BASEMENT CLUB
17. RESPECT VOLUME ONE（2000年5月23日） - GET THE GLORY -2000-
18. BLOOD SHOT BIG TIMES（2000年7月5日） - CRASHED OUT / LIMIALONE
19. LONDON NITE 20th anniversary EXTRAX（2000年11月22日） - COME ON FEEL THE NOISE
20. WARP OLD BLOOD TOUR（2000年12月5日） - YA-YA-YA / CRASHED OUT / WONDERFUL TV
21. LONDON NITE ZEPP 2000（2001年6月6日） - PUNK ALWAYS
22. LONDON NITE 4（2001年9月27日） - CRASHED OUT
23. TIGER HOLE SPLIT 7（2001年10月） - I AM I
24. FUCKIN' ROCK'N ROLL SENDAI 2003（2003年8月23日） - C'MON EVERYBODY C'MON
25. LONDON NITE 02（2003年10月29日） - GET THE GLORY
26. ロッケンロー・サミット（2004年8月8日） - GET THE GLORY
27. PUNK ROCK HIGH SCHOOL（2004年10月28日） - CRASHED OUT
28. TIGER HOLE RANGE 2（2005年6月22日） - I AM I
29. ROCK is LOFT 〜SHINJUKU LOFT 30th anniversary〜 Red Disc（2006年6月14日） - PARADISE
30. ROCK is LOFT 〜SHINJUKU LOFT 30th anniversary〜 Yellow Disc（2006年6月14日） - GET THE GLORY
31. PUNK LIVES!（2009年8月9日） - 2009
32. R&R CIRCUS（2010年11月2日） - 聖者が街にやってくる / SUBMARINE TROUBLE 他全14曲
33. PUNK LIVES! 2（2011年11月13日） - 明日を狙え
34. PUNK LIVES! FOREVER 2013（2013年8月11日） - PRIME ROSE
35. PUNK LIVES! FOREVER 2013 ※DVD（2013年11月6日） - I AM I / PRIME ROSE / GO FOR IT
36. NEVER DIE PUNK ROCK SHOW（2016年2月25日） - BRAIN CONTROL / GIMMIE JOB 他全4曲
37. ラフィン対ロティカ（2016年4月19日） - TEENAGER / TAKE YOUR SITUATION 他全16曲
38. NEVER DIE PUNK ROCK SHOW vol.2（2017年3月30日） - PUSSY FOR SALE / DINGO 他全6曲

## 出演番組
- LAUGHIN' NOSEのDo it!（ラジオ日本）

## 関連書籍
- イースター ラフィンノーズ（1988年2月29日） - 森田義信著（JICC出版）
- ワチュロウ・パーティ!! ラフィンノーズの世界（2011年10月17日） - ロングインタビュー集。インタビュアー松田義人（白夜書房）

## 写真集
- GOLD（1990年3月31日） - 撮・松本誠司 / 文・森田義信（ビクター音楽産業）
- Asu Wo Nerae 〜 アス ヲ ネラエ（2012年9月24日） - 撮・ZIZO（白夜書房）

## カバー曲をリリースしたバンド、ミュージシャン、グループ
- GIGANTOR / GET THE GLORY（1994年）
- SOBUT / PARADISE（2000年）
- NEW ROTE'KA / BROKEN GENERATION（2007年）
- RADIOTS / BROKEN GENERATION（2008年）
- しず風&絆〜KIZUNA〜 / GET THE GLORY（2013年）
- ロリータ18号 / TAKE IT !（2016年）

### その他
- 日本のジャズ演奏者らによる、ラフィンの曲をジャズ調にアレンジした「GET THE GLORY/…ING PROJECT」（全10曲・東芝EMI）が1989年に発売。
  - 参加ミュージシャン：佐山雅弘、古野光昭、東原力哉、梅津和時、向井滋春、井上淑彦、土岐英史。
- アンダーグラウンドで活動するバンド他、計15バンドが参加したトリビュートアルバム「NEVER TRUST LAUGHIN'NOSE」がMCR COMPANYより2012年5月15日に発売。